# Professional Windsurfers Association
De Professional Windsurfers Association (PWA) is een Amerikaanse organisatie die sinds 1996 windsurfcompetities op professioneel niveau beoordeelt.
Vroeger werden er vijf disciplines vertegenwoordigd (Wave, Freestyle, Race, Super X en Indoor), tegenwoordig nog slechts drie: Wave, Freestyle en Race. De PWA stelt regels en zorgt voor de scheidsrechters. Duncan Cooms staat momenteel aan het hoofd van de PWA.